# Belägringen av Sidney Street
Belägringen av Sidney Street var en väpnad konfrontation mellan brittisk polis och två lettiska revolutionärer som ägde rum i Londons East End den 3 januari 1911. Den våldsamma eldstriden, som pågick i över sex timmar, var kulmen på en rad händelser som inleddes den 16 december 1910 då en handfull lettiska anarkister försökte utföra en rånkupp mot en juvelerarbutik i centrala London, men upptäcktes av polis, varpå tre polismän och en av gärningsmännen  dödades. De övriga gärningsmännen lyckades fly från brottsplatsen och hålla sig gömda, trots stort polispådrag.

## Händelseförlopp
Med hjälp av ett tips kunde polisen i januari lokalisera två av de misstänkta förövarna till ett bostadshus på nr 100 Sidney Street i Stepney, där de hade förskansat sig. Tidigt på morgonen den 3 januari spärrade flera hundra poliser av området runt huset för att kunna gripa de misstänkta. De två männen, Jāzeps Sokolovs och Fricis Svars, var förstås kraftigt undertaliga, men hade i gengäld tillgång till mer avancerade vapen än polisen, bland annat flera Mauser C96 med stödkolvar, som fungerade som en tidig form av kulsprutepistol. Därtill förfogade de över stora mängder ammunition. De var alltså till skillnad från polisen väl förberedda för strid.
Polisen fick under förmiddagen förstärkningar bodde i form av kraftfullare vapen och truppenheter ur den reguljära brittiska armén, tillsammans drygt hundra soldater. Eldgivningen fortsatte och kom att bli som mest intensiv under cirka 30 minuter mitt på dagen. Strax därefter fattade det belägrade huset eld, varpå de båda lettiska männen innebrändes. Det gick aldrig att fastslå om branden startade av en tillfällighet eller om den på något sätt var anlagd.
En relativt ung och oerfaren Winston Churchill, 36 år gammal, bevittnade händelsen på plats i egenskap av inrikesminister. Flera iakttagare på plats menade att Churchill otillbörligen övertog viktiga delar av det operativa ansvaret. Bland annat skulle han ha rekvirerat fältkanoner och senare i över en timme hindrat brandkåren från att släcka eldsvådan. Efteråt fick han utstå hård kritik i bland annat underhuset för att ha visat bristande omdöme i situationen.

## Belägringen i bilder

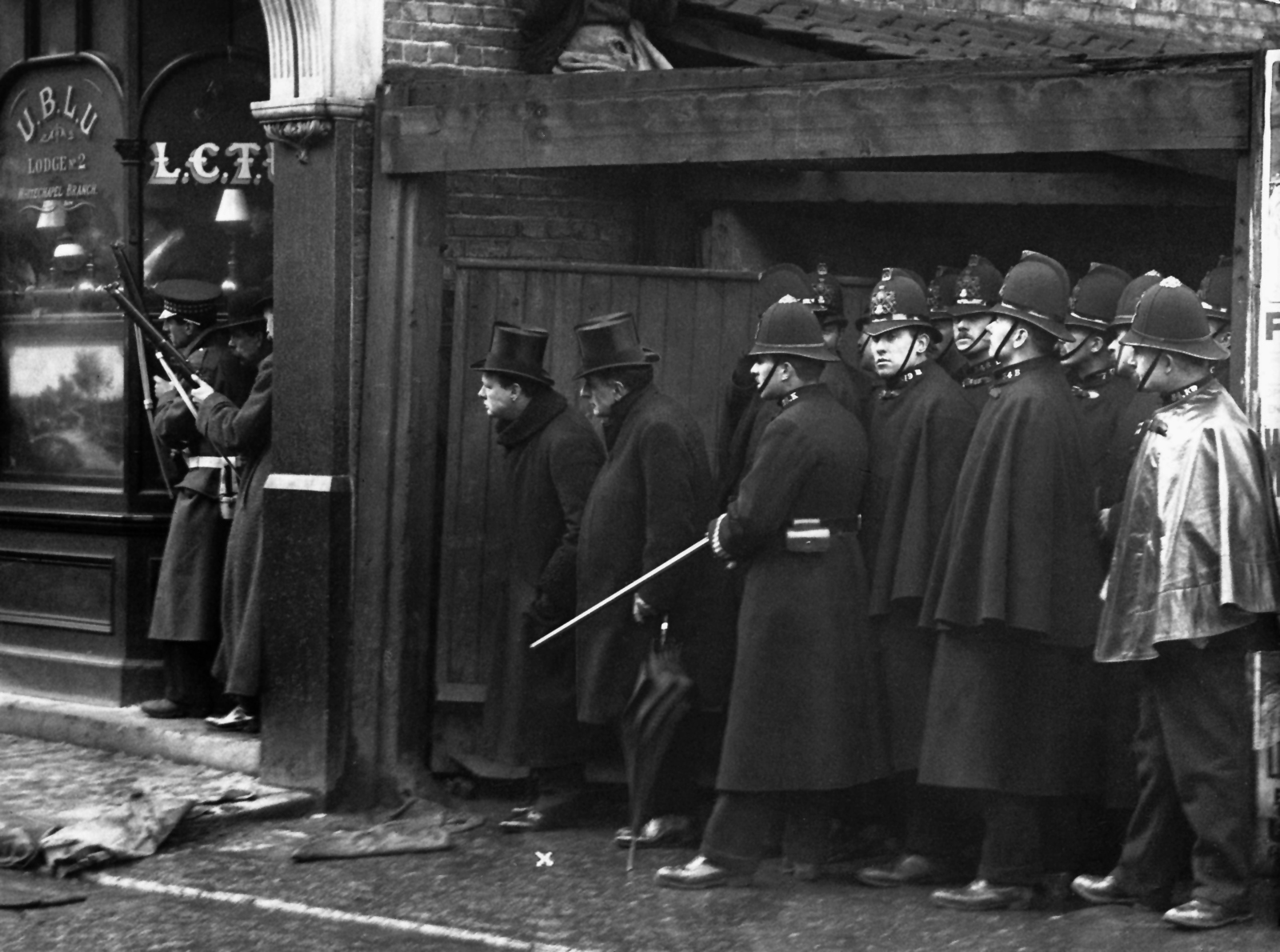
Winston Churchill, då brittisk inrikesminister, bevittnade dramat i första ledet.
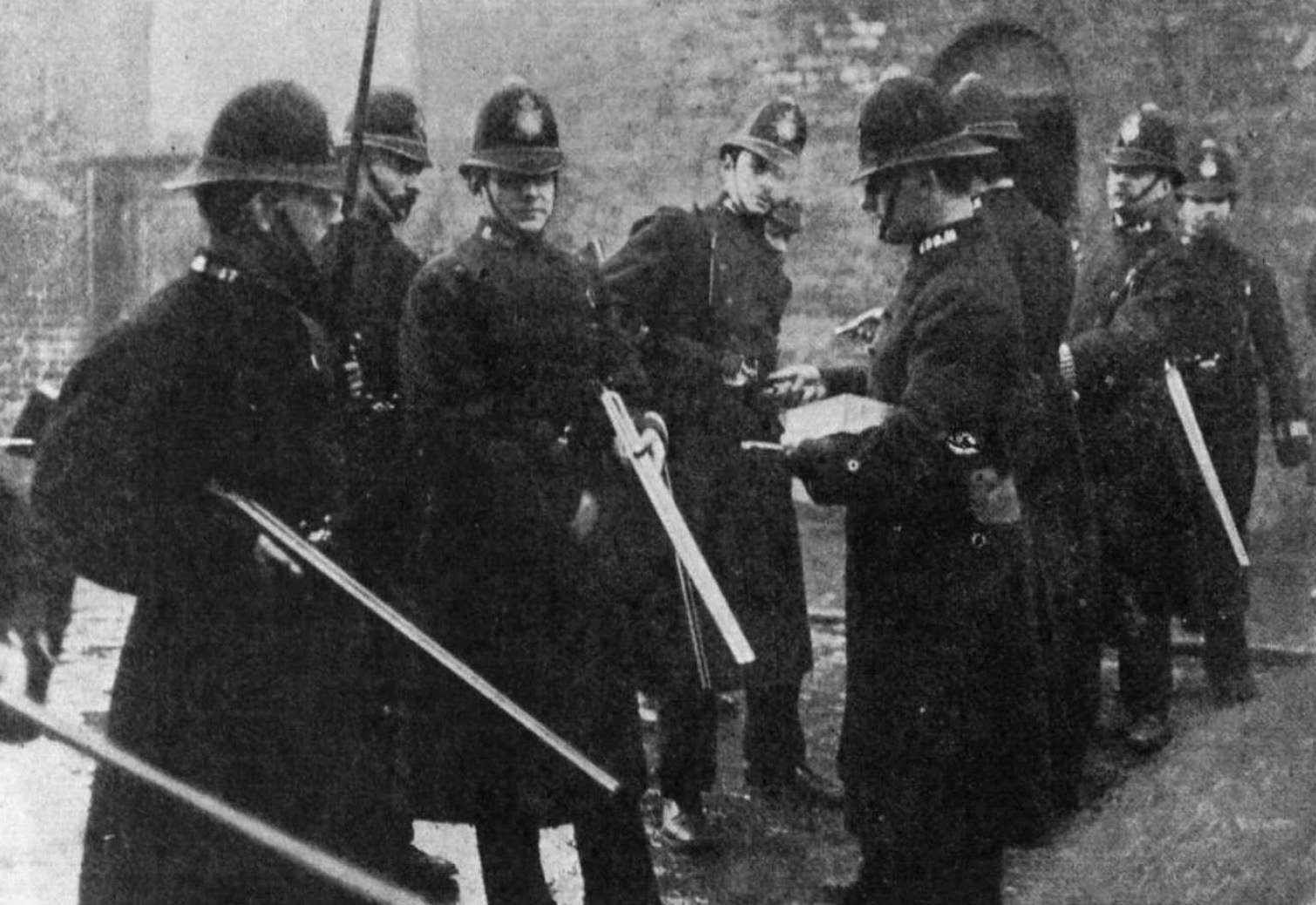
Polisen fick efter några timmar tillgång till bättre vapen, så att de kunde besvara elden.
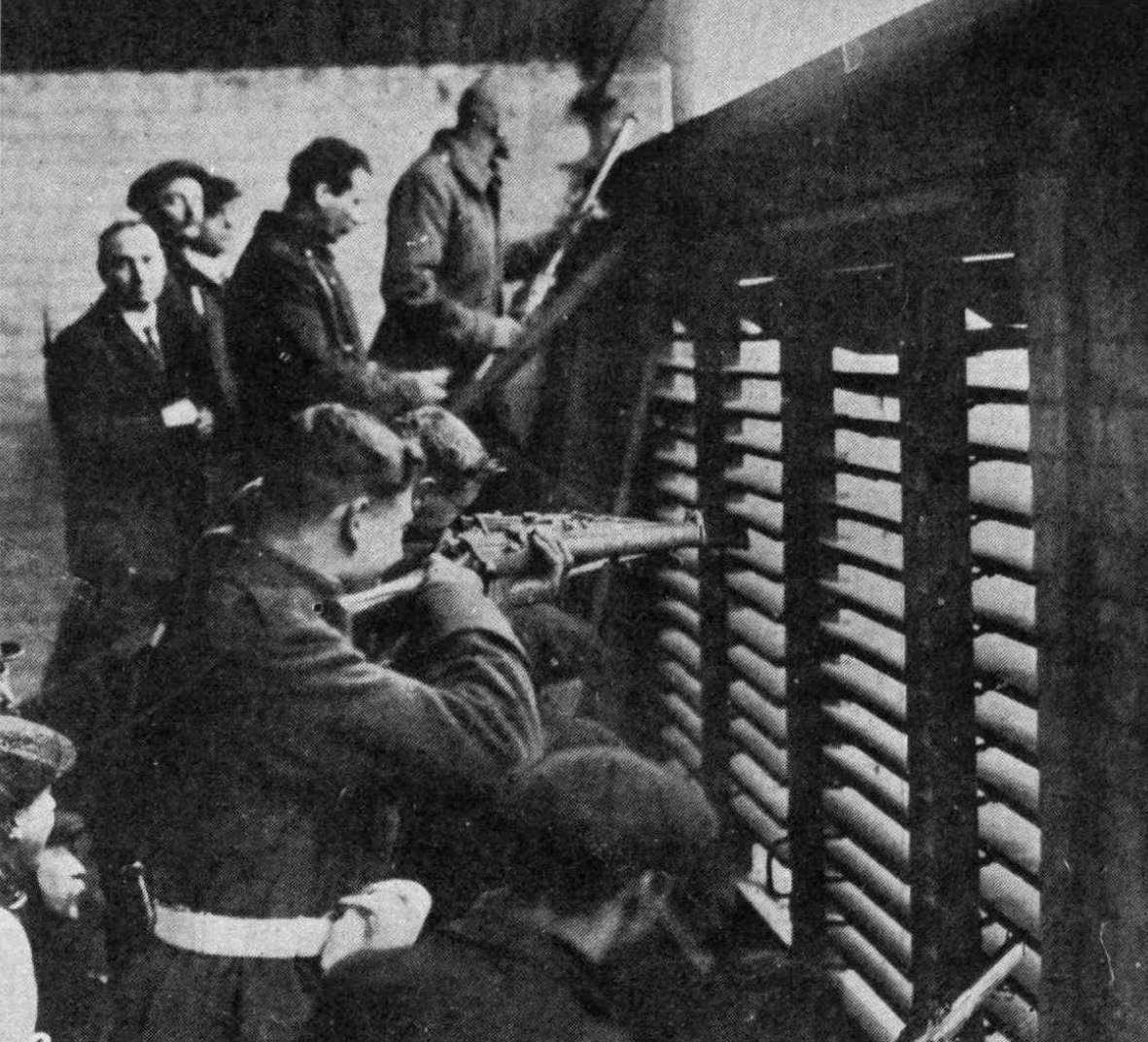
Skotska gardister från Towern inkallades som skarpskyttar.
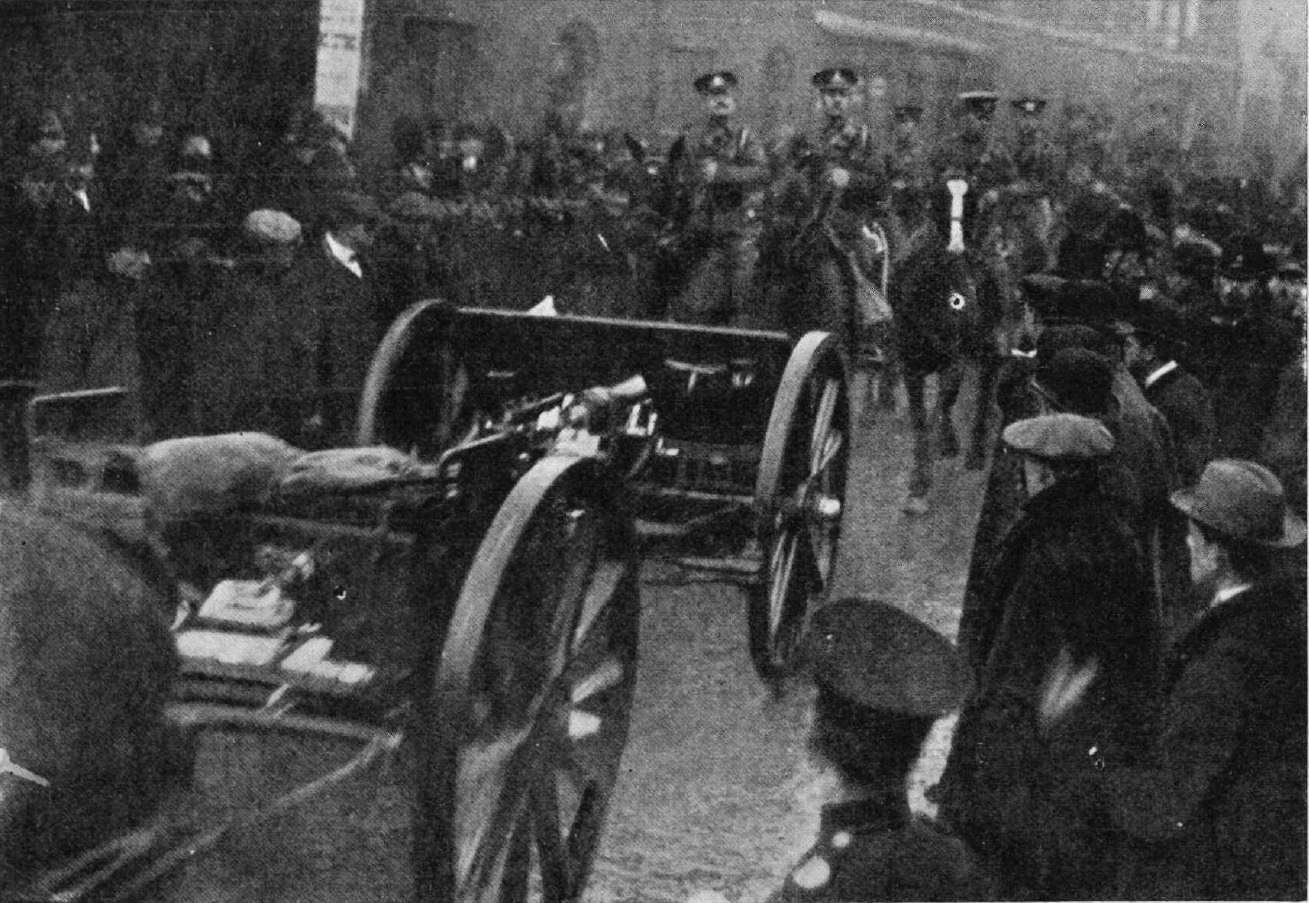
Trettonpundiga fältkanoner fördes till platsen, men hann aldrig komma till användning.

## I populärkultur

### Media
Belägringen av Sidney Street blev en av historiens första stora massmediala händelser. Ett stort pressuppbåd − journalister, fotografer och filmfotografer − bevakade händelsen på plats. Pathé News, en tidig producent av journalfilmer, hade kort tid före händelsen startat sin verksamhet i London. Journalfilmen från belägringen kunde samma kväll ses på biografer i London.

### Spelfilm
Filmregissören Alfred Hitchcock var elva år gammal och bodde i närheten av Sidney Street då händelsen inträffade. 1934 gjorde han Mannen som visste för mycket, en spionthriller som avslutas med en eldstrid mellan poliser och förbrytare som är tydligt inspirerad av det som hade hänt på Sidney Street drygt tjugo år tidigare.
1960 producerades filmen The Siege of Sidney Street − svensk titel: Dramat vid Sidney Street − i regi av Robert S. Baker och Monty Berman, och med bland andra Peter Wyngarde och T.P. McKenna i rollerna som förbrytare. Filmen är ett fiktivt drama som trots titeln ändå bara är löst baserad på själva händelsen.

### Myten om "Peter the Painter"

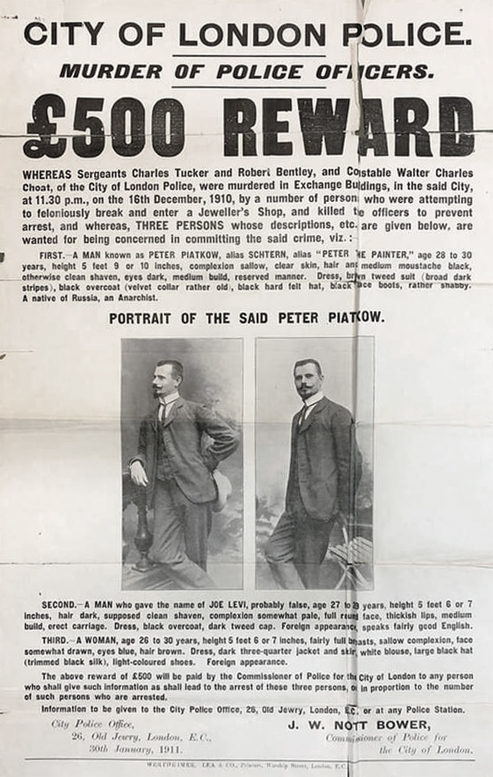
Efterlysningsaffisch för Peter Piatkow och två andra personer, publicerad av City of London Police den 30 januari 1911.

En av dem som efterlystes för den misslyckade kuppen mot juvelerarbutiken i centrala London var en man vid namn Peter Piatkow. På efterlysningsaffischen från City of London Police nämns att han är ryskfödd, 28–30 år gammal och går under tillnamnet "Peter the Painter". Piatkow blev aldrig gripen och hördes heller aldrig någonsin av igen på något sätt. Den sensationslystna brittiska tabloidpressen gjorde ett stort nummer av denne mystiskt försvunne man som de − utifrån lösa rykten − menade var hjärnan bakom den lettiska ligans operationer. Detta bidrog till att myten om den oövervinnelige "Peter the Painter" under väsentlig tid blev en del av folkloren i arbetar- och invandrarkretsar i östra London, men också en vandringssägen i övriga Storbritannien och i revolutionära kretsar i flera länder, bland annat Irland.
I själva verket hade Londonpolisen redan 1912, med rysk hjälp, men inofficiellt, identifierat Piatkow som den lettiske revolutionären Jānis Žāklis, född 1883 nära Saldus i Kurland, som i samband med den ryska revolutionen 1905 hade deltagit i en serie spektakulära rån och fritagningar. I likhet med flera andra lettiska revolutionärer befann han sig på flykt undan den hemliga tsarpolisen. Han reste till bland annat Marseille, Paris och sedermera London där det hade bildats en koloni av landsflyktiga ryska och lettiska oppositionella, både anarkister, bolsjeviker och hårdföra banditer i största allmänhet. Det framkom inga bevis som band Žāklis till vare sig juvelerarkuppen eller belägringen. Troligen skulle hans roll i operationen ha varit att transportera delar av rånbytet till Tyskland där det skulle användas för inköp av mer vapen till den fortsatta kampen i Ryssland.